# Eleições legislativas de 2009 no Funchal

## Resultados Oficiais
| Partido                 | Partido                        | Votos   | %               | +/-   |
| ----------------------- | ------------------------------ | ------- | --------------- | ----- |
|                         | Partido Social Democrata       | 25 511  | 43,68 / 100,00  | 5,47  |
|                         | Partido Socialista             | 11 969  | 20,49 / 100,00  | 17,58 |
|                         | CDS – Partido Popular          | 6 402   | 10,96 / 100,00  | 4,12  |
|                         | Bloco de Esquerda              | 4 280   | 7,33 / 100,00   | 2,18  |
|                         | Coligação Democrática Unitária | 3 407   | 5,83 / 100,00   | 0,58  |
|                         | Partido da Nova Democracia     | 2 574   | 4,41 / 100,00   | 2,82  |
|                         | Partido da Terra               | 1 034   | 1,77 / 100,00   | -     |
|                         | PCTP/MRPP                      | 777     | 1,33 / 100,00   | 0,08  |
|                         | Outros                         | 906     | 1,54 / 100,00   |       |
| Votos Inválidos         | Votos Inválidos                | 1 550   | 2,65 / 100,00   | 0,18  |
| Total                   | Total                          | 58 410  | 100,00 / 100,00 |       |
| Eleitorado/Participação | Eleitorado/Participação        | 105 932 | 55,14 / 100,00  | 6,26  |
| Fonte                   | Fonte                          | [ 1 ]   | [ 1 ]           | [ 1 ] |

## Resultados por Freguesia
Os resultados seguintes referem-se aos partidos que obtiveram mais de 1,00% dos votos:
| Freguesia                  | %     | %     | %     | %    | %    | %    | %    | %    | Votantes |
| Freguesia                  | PSD   | PS    | CDS   | BE   | CDU  | PND  | MPT  | PCTP | Votantes |
| -------------------------- | ----- | ----- | ----- | ---- | ---- | ---- | ---- | ---- | -------- |
| Imaculado Coração de Maria | 43,12 | 20,94 | 10,61 | 8,11 | 5,35 | 5,35 | 1,75 | 1,10 | 3 553    |
| Monte                      | 43,03 | 19,25 | 11,80 | 5,89 | 6,56 | 5,21 | 2,68 | 1,59 | 3 839    |
| Santa Luzia                | 45,94 | 22,15 | 10,62 | 7,26 | 3,93 | 4,84 | 0,97 | 0,94 | 3 304    |
| Santa Maria Maior          | 42,88 | 21,33 | 10,95 | 7,87 | 4,82 | 4,73 | 1,71 | 1,38 | 7 800    |
| Santo António              | 43,74 | 19,01 | 10,25 | 6,62 | 8,03 | 4,07 | 1,92 | 1,74 | 13 196   |
| São Gonçalo                | 42,91 | 20,51 | 10,73 | 8,28 | 5,19 | 4,39 | 2,06 | 1,24 | 3 393    |
| São Martinho               | 44,27 | 20,56 | 11,96 | 7,63 | 4,63 | 4,37 | 1,57 | 1,11 | 12 755   |
| São Pedro                  | 41,42 | 23,04 | 10,71 | 8,71 | 5,37 | 4,60 | 1,10 | 1,10 | 3 894    |
| São Roque                  | 43,48 | 20,29 | 9,90  | 7,01 | 7,26 | 3,34 | 2,39 | 1,41 | 5 303    |
| Sé                         | 48,80 | 21,12 | 13,33 | 5,32 | 2,84 | 4,08 | 0,73 | 0,58 | 1 373    |
| Funchal                    | 43,68 | 20,49 | 10,96 | 7,33 | 5,83 | 4,41 | 1,77 | 1,33 | 58 410   |

#### Imaculado Coração de Maria
| Partido                 | Partido                        | Votos | %               | +/-   |
| ----------------------- | ------------------------------ | ----- | --------------- | ----- |
|                         | Partido Social Democrata       | 1 532 | 43,12 / 100,00  | 5,54  |
|                         | Partido Socialista             | 744   | 20,94 / 100,00  | 17,69 |
|                         | CDS – Partido Popular          | 377   | 10,61 / 100,00  | 2,65  |
|                         | Bloco de Esquerda              | 288   | 8,11 / 100,00   | 2,12  |
|                         | Coligação Democrática Unitária | 190   | 5,35 / 100,00   | 0,91  |
|                         | Partido da Nova Democracia     | 190   | 5,35 / 100,00   | 3,68  |
|                         | Partido da Terra               | 62    | 1,75 / 100,00   | -     |
|                         | PCTP/MRPP                      | 39    | 1,10 / 100,00   | 0,15  |
|                         | Outros                         | 47    | 1,33 / 100,00   |       |
| Votos Inválidos         | Votos Inválidos                | 84    | 2,37 / 100,00   | 0,43  |
| Total                   | Total                          | 3 553 | 100,00 / 100,00 |       |
| Eleitorado/Participação | Eleitorado/Participação        | 6 671 | 53,26 / 100,00  | 4,41  |

#### Monte
| Partido                 | Partido                        | Votos | %               | +/-   |
| ----------------------- | ------------------------------ | ----- | --------------- | ----- |
|                         | Partido Social Democrata       | 1 652 | 43,03 / 100,00  | 4,17  |
|                         | Partido Socialista             | 739   | 19,25 / 100,00  | 19,21 |
|                         | CDS – Partido Popular          | 453   | 11,80 / 100,00  | 6,18  |
|                         | Coligação Democrática Unitária | 252   | 6,56 / 100,00   | 0,92  |
|                         | Bloco de Esquerda              | 226   | 5,89 / 100,00   | 1,87  |
|                         | Partido da Nova Democracia     | 200   | 5,21 / 100,00   | 3,00  |
|                         | Partido da Terra               | 103   | 2,68 / 100,00   | -     |
|                         | PCTP/MRPP                      | 61    | 1,59 / 100,00   | 0,03  |
|                         | Outros                         | 57    | 1,48 / 100,00   |       |
| Votos Inválidos         | Votos Inválidos                | 96    | 2,50 / 100,00   | 0,34  |
| Total                   | Total                          | 3 839 | 100,00 / 100,00 |       |
| Eleitorado/Participação | Eleitorado/Participação        | 6 797 | 56,48 / 100,00  | 6,71  |

#### Santa Luzia
| Partido                 | Partido                        | Votos | %               | +/-   |
| ----------------------- | ------------------------------ | ----- | --------------- | ----- |
|                         | Partido Social Democrata       | 1 518 | 45,94 / 100,00  | 5,49  |
|                         | Partido Socialista             | 732   | 22,15 / 100,00  | 14,51 |
|                         | CDS – Partido Popular          | 351   | 10,62 / 100,00  | 2,07  |
|                         | Bloco de Esquerda              | 240   | 7,26 / 100,00   | 1,73  |
|                         | Partido da Nova Democracia     | 160   | 4,84 / 100,00   | 3,34  |
|                         | Coligação Democrática Unitária | 130   | 3,93 / 100,00   | 0,38  |
|                         | Outros                         | 105   | 3,18 / 100,00   |       |
| Votos Inválidos         | Votos Inválidos                | 68    | 2,06 / 100,00   | 0,34  |
| Total                   | Total                          | 3 304 | 100,00 / 100,00 |       |
| Eleitorado/Participação | Eleitorado/Participação        | 6 103 | 54,14 / 100,00  | 7,03  |

#### Santa Maria Maior
| Partido                 | Partido                        | Votos  | %               | +/-   |
| ----------------------- | ------------------------------ | ------ | --------------- | ----- |
|                         | Partido Social Democrata       | 3 345  | 42,88 / 100,00  | 5,74  |
|                         | Partido Socialista             | 1 664  | 21,33 / 100,00  | 17,82 |
|                         | CDS – Partido Popular          | 854    | 10,95 / 100,00  | 3,93  |
|                         | Bloco de Esquerda              | 614    | 7,87 / 100,00   | 2,41  |
|                         | Coligação Democrática Unitária | 376    | 4,82 / 100,00   | 0,04  |
|                         | Partido da Nova Democracia     | 369    | 4,73 / 100,00   | 3,12  |
|                         | Partido da Terra               | 133    | 1,71 / 100,00   | -     |
|                         | PCTP/MRPP                      | 108    | 1,38 / 100,00   | 0,06  |
|                         | Outros                         | 136    | 1,74 / 100,00   |       |
| Votos Inválidos         | Votos Inválidos                | 201    | 2,58 / 100,00   | 0,22  |
| Total                   | Total                          | 7 800  | 100,00 / 100,00 |       |
| Eleitorado/Participação | Eleitorado/Participação        | 14 188 | 54,98 / 100,00  | 5,12  |

#### Santo António
| Partido                 | Partido                        | Votos  | %               | +/-   |
| ----------------------- | ------------------------------ | ------ | --------------- | ----- |
|                         | Partido Social Democrata       | 5 772  | 43,74 / 100,00  | 5,76  |
|                         | Partido Socialista             | 2 509  | 19,01 / 100,00  | 18,07 |
|                         | CDS – Partido Popular          | 1 353  | 10,25 / 100,00  | 4,28  |
|                         | Coligação Democrática Unitária | 1 059  | 8,03 / 100,00   | 1,00  |
|                         | Bloco de Esquerda              | 874    | 6,62 / 100,00   | 2,00  |
|                         | Partido da Nova Democracia     | 537    | 4,07 / 100,00   | 2,54  |
|                         | Partido da Terra               | 254    | 1,92 / 100,00   | -     |
|                         | PCTP/MRPP                      | 229    | 1,74 / 100,00   | 0,02  |
|                         | Outros                         | 219    | 1,66 / 100,00   |       |
| Votos Inválidos         | Votos Inválidos                | 390    | 2,96 / 100,00   | 0,35  |
| Total                   | Total                          | 13 196 | 100,00 / 100,00 |       |
| Eleitorado/Participação | Eleitorado/Participação        | 23 584 | 55,95 / 100,00  | 7,38  |

#### São Gonçalo
| Partido                 | Partido                        | Votos | %               | +/-   |
| ----------------------- | ------------------------------ | ----- | --------------- | ----- |
|                         | Partido Social Democrata       | 1 456 | 42,91 / 100,00  | 5,79  |
|                         | Partido Socialista             | 696   | 20,51 / 100,00  | 19,94 |
|                         | CDS – Partido Popular          | 364   | 10,73 / 100,00  | 6,47  |
|                         | Bloco de Esquerda              | 281   | 8,28 / 100,00   | 2,90  |
|                         | Coligação Democrática Unitária | 176   | 5,19 / 100,00   | 1,17  |
|                         | Partido da Nova Democracia     | 149   | 4,39 / 100,00   | 3,24  |
|                         | Partido da Terra               | 70    | 2,06 / 100,00   | -     |
|                         | PCTP/MRPP                      | 42    | 1,24 / 100,00   | 0,28  |
|                         | Outros                         | 56    | 1,72 / 100,00   |       |
| Votos Inválidos         | Votos Inválidos                | 103   | 3,03 / 100,00   | 0,08  |
| Total                   | Total                          | 3 393 | 100,00 / 100,00 |       |
| Eleitorado/Participação | Eleitorado/Participação        | 6 219 | 54,56 / 100,00  | 5,01  |

#### São Martinho
| Partido                 | Partido                        | Votos  | %               | +/-   |
| ----------------------- | ------------------------------ | ------ | --------------- | ----- |
|                         | Partido Social Democrata       | 5 647  | 44,27 / 100,00  | 5,99  |
|                         | Partido Socialista             | 2 622  | 20,56 / 100,00  | 17,81 |
|                         | CDS – Partido Popular          | 1 525  | 11,96 / 100,00  | 4,76  |
|                         | Bloco de Esquerda              | 973    | 7,63 / 100,00   | 2,17  |
|                         | Coligação Democrática Unitária | 591    | 4,63 / 100,00   | 0,75  |
|                         | Partido da Nova Democracia     | 557    | 4,37 / 100,00   | 2,60  |
|                         | Partido da Terra               | 200    | 1,57 / 100,00   | -     |
|                         | PCTP/MRPP                      | 141    | 1,11 / 100,00   | 0,35  |
|                         | Outros                         | 184    | 1,44 / 100,00   |       |
| Votos Inválidos         | Votos Inválidos                | 315    | 2,47 / 100,00   | 0,49  |
| Total                   | Total                          | 12 755 | 100,00 / 100,00 |       |
| Eleitorado/Participação | Eleitorado/Participação        | 22 826 | 55,88 / 100,00  | 7,24  |

#### São Pedro
| Partido                 | Partido                        | Votos | %               | +/-   |
| ----------------------- | ------------------------------ | ----- | --------------- | ----- |
|                         | Partido Social Democrata       | 1 613 | 41,42 / 100,00  | 4,13  |
|                         | Partido Socialista             | 897   | 23,04 / 100,00  | 15,00 |
|                         | CDS – Partido Popular          | 417   | 10,71 / 100,00  | 2,21  |
|                         | Bloco de Esquerda              | 339   | 8,71 / 100,00   | 2,71  |
|                         | Coligação Democrática Unitária | 209   | 5,37 / 100,00   | 0,60  |
|                         | Partido da Nova Democracia     | 179   | 4,60 / 100,00   | 3,17  |
|                         | PCTP/MRPP                      | 43    | 1,10 / 100,00   | 0,01  |
|                         | Partido da Terra               | 43    | 1,10 / 100,00   | -     |
|                         | Outros                         | 55    | 1,42 / 100,00   |       |
| Votos Inválidos         | Votos Inválidos                | 99    | 2,55 / 100,00   | 0,18  |
| Total                   | Total                          | 3 894 | 100,00 / 100,00 |       |
| Eleitorado/Participação | Eleitorado/Participação        | 7 759 | 50,19 / 100,00  | 7,17  |

#### São Roque
| Partido                 | Partido                        | Votos | %               | +/-   |
| ----------------------- | ------------------------------ | ----- | --------------- | ----- |
|                         | Partido Social Democrata       | 2 306 | 43,48 / 100,00  | 4,88  |
|                         | Partido Socialista             | 1 076 | 20,29 / 100,00  | 18,22 |
|                         | CDS – Partido Popular          | 525   | 9,90 / 100,00   | 3,97  |
|                         | Coligação Democrática Unitária | 385   | 7,26 / 100,00   | 0,83  |
|                         | Bloco de Esquerda              | 372   | 7,01 / 100,00   | 2,46  |
|                         | Partido da Nova Democracia     | 177   | 3,34 / 100,00   | 1,96  |
|                         | Partido da Terra               | 127   | 2,39 / 100,00   | -     |
|                         | PCTP/MRPP                      | 75    | 1,41 / 100,00   | 0,12  |
|                         | Outros                         | 100   | 1,88 / 100,00   |       |
| Votos Inválidos         | Votos Inválidos                | 160   | 3,02 / 100,00   | 0,41  |
| Total                   | Total                          | 5 303 | 100,00 / 100,00 |       |
| Eleitorado/Participação | Eleitorado/Participação        | 8 911 | 59,51 / 100,00  | 4,08  |

#### Sé
| Partido                 | Partido                        | Votos | %               | +/-   |
| ----------------------- | ------------------------------ | ----- | --------------- | ----- |
|                         | Partido Social Democrata       | 670   | 48,80 / 100,00  | 4,23  |
|                         | Partido Socialista             | 290   | 21,12 / 100,00  | 10,54 |
|                         | CDS – Partido Popular          | 183   | 13,33 / 100,00  | 1,51  |
|                         | Bloco de Esquerda              | 73    | 5,32 / 100,00   | 0,95  |
|                         | Partido da Nova Democracia     | 56    | 4,08 / 100,00   | 2,72  |
|                         | Coligação Democrática Unitária | 39    | 2,84 / 100,00   | 0,15  |
|                         | Outros                         | 28    | 2,04 / 100,00   |       |
| Votos Inválidos         | Votos Inválidos                | 34    | 2,48 / 100,00   | 0,04  |
| Total                   | Total                          | 1 373 | 100,00 / 100,00 |       |
| Eleitorado/Participação | Eleitorado/Participação        | 2 874 | 47,77 / 100,00  | 8,26  |